# Vendel
Vendel foi uma comuna francesa na região administrativa da Bretanha, no departamento Ille-et-Vilaine. Estendia-se por uma área de 6,35 km². Em 2010 a comuna tinha 437 habitantes (densidade: 68,8 hab./km²).
Em 1 de janeiro de 2019, passou a formar parte da nova comuna de Rives-du-Couesnon.